# Oddział Leśny Armii Krajowej „Lech”
Oddział Leśny AK „Lech” – oddział partyzancki  Obwodu Mościska AK.
Po Akcji Burza oddział ujawnił się jako 6 kompania 26 pułku piechoty AK Obszaru Lwów, wchodząca w skład ugrupowania "San", dowodzonego przez kpt. Witolda Szredzkiego ps. „Sulima”.

## Powstanie oddziału
Oddział powołany został rozkazem Komendy Obszaru Armii Krajowej we Lwowie w styczniu 1944.
Miejscem postoju, dowodzenia i organizacji oddziału, było gospodarstwo rolne braci: Jana ps. „Ogień” i Władysława ps. „Sośnicki” Welców w Parcelacji pod Mościskami.
Żołnierze byli kierowani do oddziału przez dowódców terenowych AK Obwodu Mościska i Sądowa Wisznia. Wcześniej działali oni zazwyczaj w grupach dywersyjnych. Między innymi został skierowany do Oddziału lekarz narodowości żydowskiej dr J. Meckier, który ukrywał się przed Niemcami i Ukraińcami u miejscowych członków organizacji. Do oddziału skierowano również dwóch żołnierzy sowieckich, którzy uciekli z niewoli niemieckiej i ukrywali się.
Organizacja oddziału i szkolenie realizowano we wsiach Parcelacja, Zakościele i Trzcieniec. Tam były formowane drużyny i plutony. Okres formowania trwał do kwietnia 1944.
W tym czasie do oddziału dołączył zastępca dowódcy kpt. rez. Walerian Proszowski ps. „Józef”, który wcześniej był komendantem I Rejonu dzielnicy Lwów Południe. Po poważnej „wsypie” wśród członków lwowskiej AK i dekonspiracji punktu kontaktowego w jego mieszkaniu wraz z całą rodziną musiał opuścić Lwów.

## Struktura organizacyjna i obsada personalna

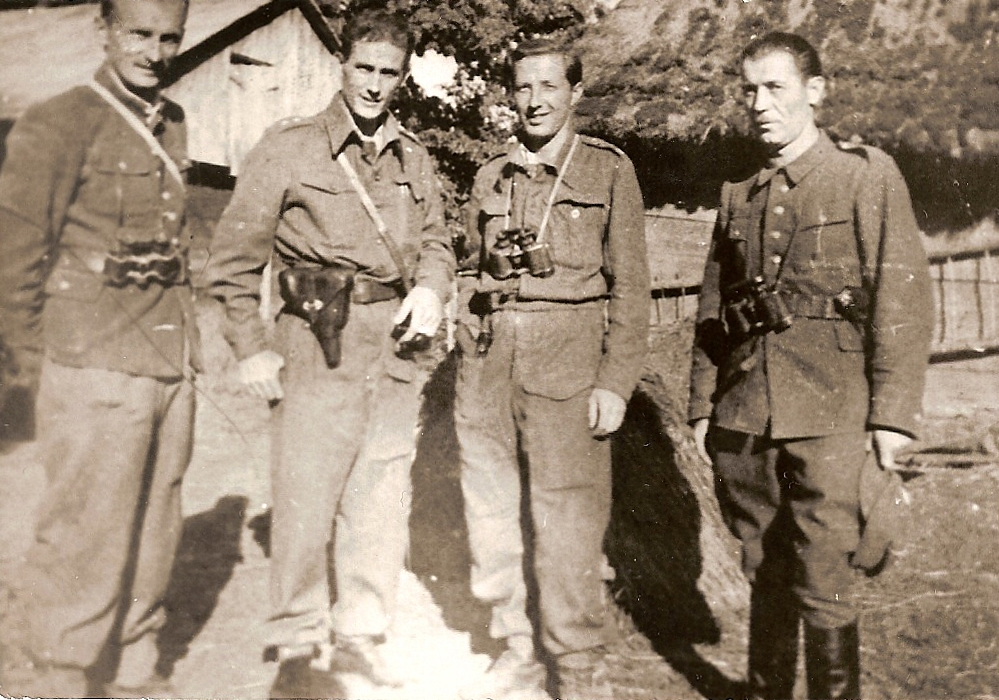
Oficerowie oddziału

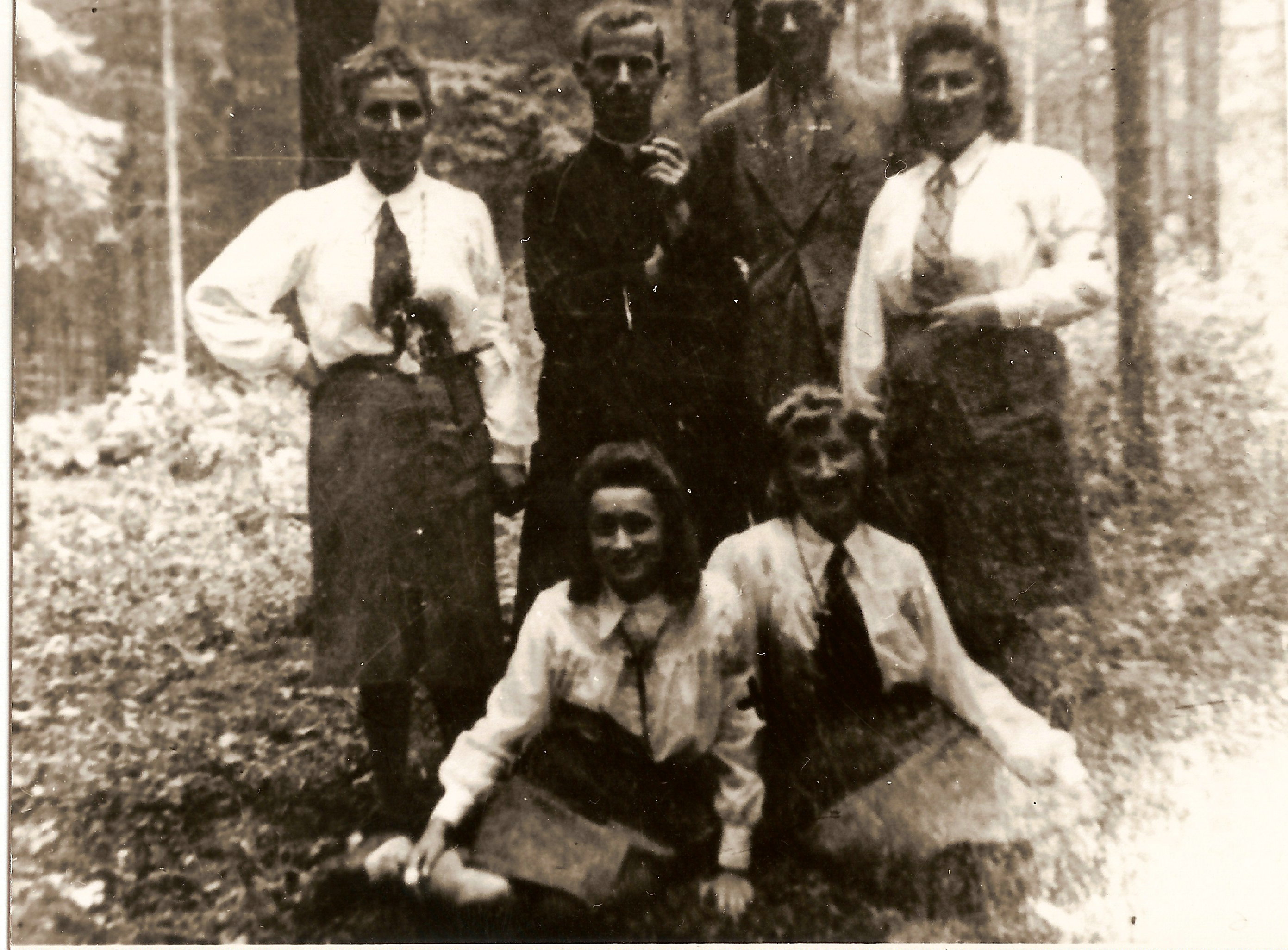
Służba medyczna oddziału

Dowództwo:
dowódca – kpt służby stałej piechoty Zenon Kubski ps. „Lech”
zastępca dowódcy -  kpt. rez. Walerian Proszowski ps. „Józef”
kapelan – ks. Walerian Motyka.
radiotelegrafista
- 1 pluton: dowódca – porucznik rezerwy piechoty Tadeusz Giełżyński ps. „Uzda” nazwisko konspiracyjne - Józef Wyrobek
  - trzy drużyny po 12 żołnierzy[6]
- 2 pluton: dowódca – porucznik rezerwy piechoty Mieczysław Łukowicz ps. „Cwaniak”
  - 3 drużyny po 12 żołnierzy[7].
- sekcja sanitarna: dowódca dr Meckier oraz 4 sanitariuszki - Maria Mika ps. „Grażyna”, Stanisława Węcłowicz ps. „Sieńka”, Józefa Proszowska ps. „Bożena”, NN ps. „Janka”
- sekcja gospodarcza: szef oddziału oraz łącznik.

Łącznie oddział liczył  84 zaprzysiężonych żołnierzy.

## Działania bojowe oddziału

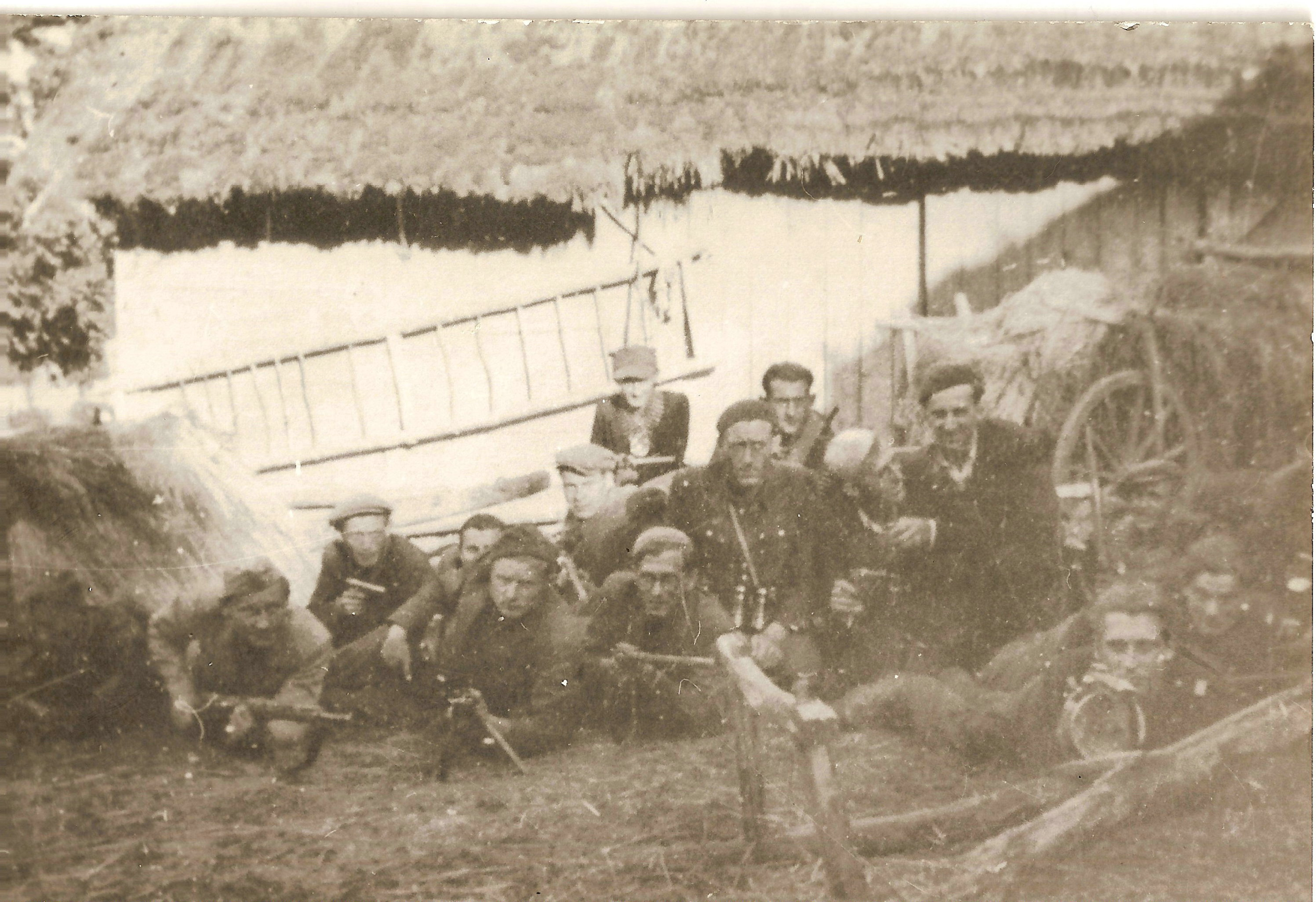
Żołnierze oddziału

Teren działania oddziału był otwarty, jedynie na południu w odległości 15 km rozciągał się kompleks lasów, stanowiąc bazę wypadową do różnego rodzaju działań zbrojnych. Do zadań oddziału należało:
- wystąpienia zbrojne przeciwko oddziałom niemieckim, szczególnie w końcowej fazie działań wojennych w czasie Akcji „Burza”;
- dywersja i sabotaże skierowane przeciwko niemieckim transportom;
- ochrona polskich wsi i skupisk Polaków przed napadami nacjonalistów ukraińskich.

Działania partyzanckie rozpoczęto już w styczniu 1944. W rejonie Trzcińca rozkręcono szyny kolejowe i wykolejono niemiecki pociąg towarowy wiozący na front wschodni broń i inne wyposażenie wojskowe, a w lutym wysadzono wiadukt na trasie Mościska - Sądowa Wiszenia.
W kwietniu oddział zabezpieczał dwa zrzuty lotnicze na polach między Trzcińcem a Czyżkami. Ponadto stale śledzono ruchy wojsk niemieckich, a meldunki przesyłano do dowództwa Armii Krajowej. Jednym z wykonywanych zadań było też tropienie i likwidacja pojedynczych SS-manów oraz nacjonalistów ukraińskich, szczególnie wrogo nastawionych do cywilnej ludności polskiej.
Pierwszy wymarsz oddziału w otwarty teren, już w pełni wyszkolonej jednostki bojowej, nastąpiło w maju 1944. Marsz traktowano jako ćwiczenia bojowe.  Żołnierze formowali szyk bojowy z ubezpieczeniem. Rozwijano tyralierę, ćwiczono komendy: „nieprzyjaciel z prawa, .... z lewa!”.
W okolicy wsi Strzelczyska ubezpieczenie oddziału wdało się w walkę z ukraińską policją. Zabito czterech policjantów, pozostali uciekli. Pod osłoną nocy oddział został przerzucony do innej miejscowości, a następnie do lasu pnikuckiego. Lasy pnikuckie stały się dla oddziału bazą wypadową do różnych akcji. Stąd wysłano 3 patrole dywersyjne z zadaniem uszkodzenia linii kolejowej Lacka Wola - Korczunak oraz rozkręcenia szyn na trasie Mościska - Sądowa Wisznia. Zniszczono tory kolejowe i wysadzono pociąg pospieszny z oficerami Gestapo udającymi się ze wschodu do Rzeszy.
W pierwszych dniach czerwca na oddział napadła uzbrojona grupa ukraińska. W wyniku wymiany ognia padło 3 banderowców. Ze strony polskiej ranny został szeregowiec Władysław Wiącek „Fiołek”. Po zakończonej akcji, w wyniku nieszczęśliwego wypadku z bronią, zginął też  szer. Józef Łaba „Sęp”. Z wojskowymi honorami zostali oni pochowani w lesie pnikuckim.
W kilka dni później do oddziału  dotarła wiadomość o wymordowaniu przez Ukraińców czterech polskich rodzin w miejscowości Polska Wólka i Chlipie. Na miejsce zbrodni wysłany została grupa partyzantów. Zostali oni ostrzelani z pobliskiego lasu ogniem broni maszynowej. Wywiązała się walka ogniowa. Z uwagi na dużą odległość strzały okazały się niecelne i nie wyrządziły żadnych szkód. Po pewnym czasie oddział ukraiński wycofał się w głąb lasu i nie powrócił. Nie znając terenu oraz nie mając informacji o siłach nieprzyjaciela zaniechano pościgu, aby uniknąć zasadzki. Następnego dnia grupa partyzantów wycofała się  do lasów pnikuckich przez Stojańce, Lipniki i Radenice.
W końcu czerwca w lesie pnikuckim nawiązano kontakt z niewielką grupą wywiadowczą Armii Czerwonej. Dowodził nią lejtnant Hraba „Nikoła”. W celu rozpoznawania się ustalono hasło i odzew: „Warszawa” - "Moskwa”. W czasie spotkań wymieniano informacje o nieprzyjacielu. Kontakty urwały się po pewnym czasie. Prawdopodobnie grupa rozpoznawcza zmieniła teren działania.
W tym też czasie  schwytano dwóch Ukraińców, którzy pod pozorem grzybobrania prowadzili rozpoznanie. Według obiegowej opinii  oddział składał się z szeregów pieszych i z kawalerii, bowiem na stanie oddziału znajdowały się 4 konie, które nocą, wraz z przemieszczającym się oddziałem, były przeprowadzane ze wsi do wsi. Słysząc tętent koni w nocy, można było przypuszczać, że oprócz piechoty, przejeżdża też kawaleria. Tak rozgłaszane wieści były dla oddziału korzystne. Sprawiały wrażenie istnienia większej siły i liczebności oddziału, wzbudzały respekt w przeciwnikach.
W trakcie przesłuchań, złapanych w lesie szpiegów, ustalono, że banderowcy planują napaść nocą na wieś Krukienice. Zorganizowano więc ochronę wsi i przez kilka nocy z rzędu czuwano nad jej bezpieczeństwem. Do akcji nie doszło, gdyż upowcy odstąpili od realizacji planów, widząc ochronę.
W lipcu 1 pluton oddziału, dowodzony przez porucznika Tadeusza Giełżyńskiego "Uzdę", natknął się na przejeżdżającą leśną drogą małą kolumnę niemiecką, składającą się z kilku samochodów. Wywiązała się bardzo krótka wymiana strzałów, samochody przyśpieszyły i trudno było ocenić, czy atak był skuteczny. 2 pluton, dowodzony przez podporucznika Mieczysława Łukowicza "Cwaniaka", dokonał likwidacji dwóch punktów konspiracji ukraińskiej; jeden w Krukienicach, drugi w Złotkowicach.
W nocy z 3 na 4 oraz z 9 na 10 lipca oddział przyjął zrzuty broni i mundurów z samolotów angielskich. Pierwszej nocy przyleciał jeden samolot, drugiej - niespodziewanie dwa. Pierwszy zjawił się około 1:00. Załadowano kontenery na furmanki z zamiarem odjazdu do lasu, gdy o 1:20 nagle nadleciał nie awizowany drugi samolot. Na wszelki wypadek ustawiono figurę geometryczną i dano latarkami sygnały świetlne. Piloci zrozumieli znaki świetlne, zawrócili i zrzucili cały znaczny ładunek w wyznaczonym miejscu. Oddział nie był logistycznie przygotowany na taką obfitość zrzutu. W pośpiechu ściągnięto z okolicznych  wsi dodatkowe furmanki. Zaalarmowani Niemcy, dopiero w godzinach porannych przysłali z Mościsk 4 samochody żołnierzy i zbadali teren zrzutu. Spostrzegli tylko bardzo stratowane zboże. Uwierzyli rozprzestrzenianej przez gospodarzy pogłosce, ze wylądował znaczny desant żołnierzy i stacjonuje w lesie. Niemcy obawiali się operacji leśnych, nie próbowali nawet wykonywać jakichkolwiek akcji przeczesywania lasów. Oddział został uzbrojony w brytyjską broń i na nowo umundurowany. Resztę broni rozdano do terenowych jednostek samoobrony i innych sąsiadujących bojowych jednostek organizacyjnych.
Oddział wyszedł z podziemia, ujawnił się jako polska jednostka bojowa - 6 kompania 26 pp AK Obszaru Lwów, wchodząca w skład ugrupowania „San”, dowodzonego przez kpt. Witolda Szredzkiego ps. „Sulima”. Z końcem lipca  oddział przerzucony został przez San na zachód od Przemyśla do wsi Korytniki.
W pierwszych dniach sierpnia, na rozkaz gen. Bora-Komorowskiego, kompania wraz z całym zgrupowaniem "San", wyruszyła na pomoc powstańcom warszawskim. W czasie marszu 18 sierpnia 1944 w Rudniku nad Sanem została przez wojska sowieckie zatrzymana i rozbrojona. Oficerów aresztowano i wywieziono do obozów w głąb Rosji, żołnierzom nakazano zgłosić się do najbliższego punktu poborowego do ludowego Wojska Polskiego.

## Sztandar oddziału

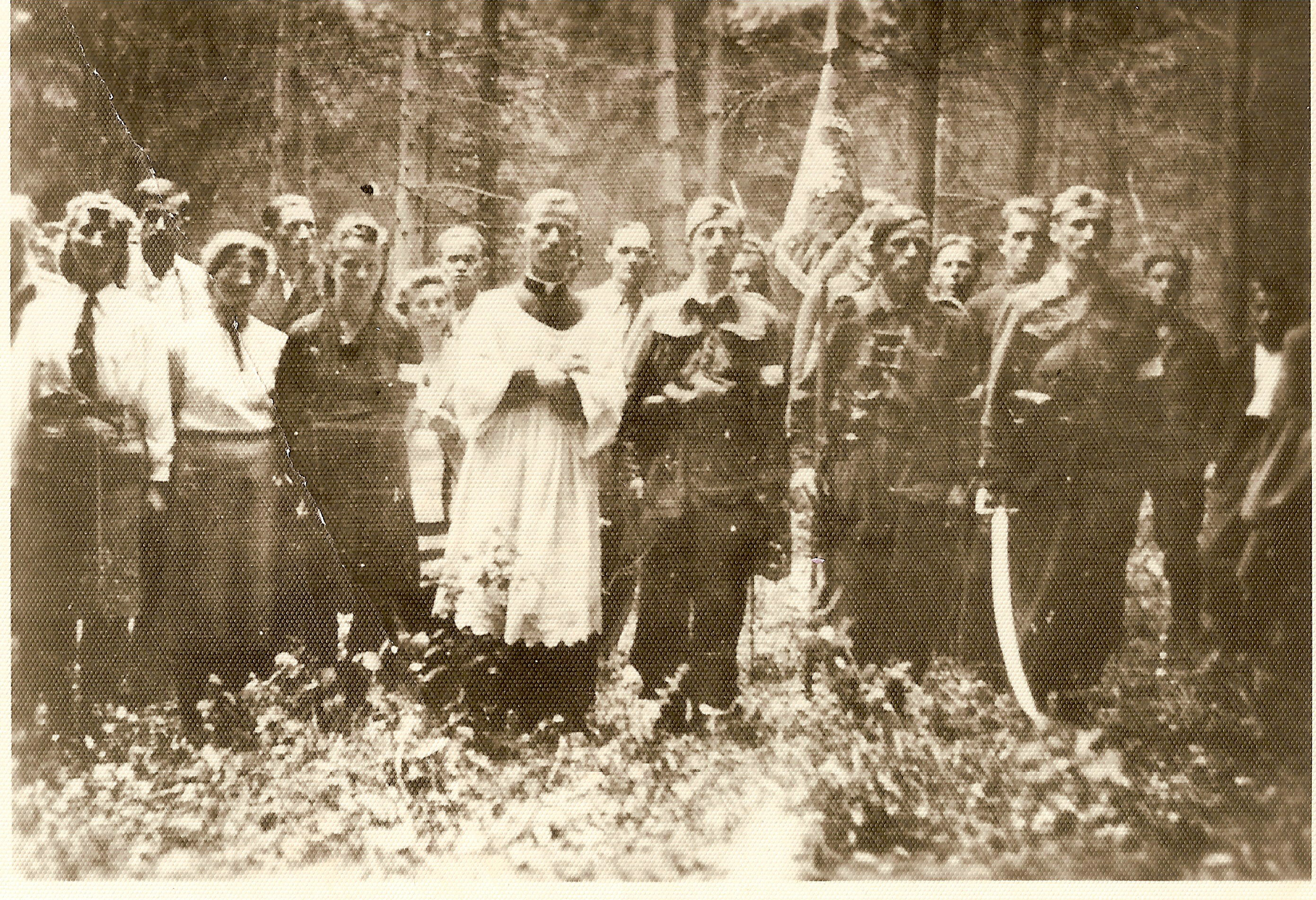
Poświęcenie sztandaru

Sztandar oddziałowi ufundowało społeczeństwo rejonu Mościska. Płat  o wymiarach 52x42 cm został wykonany przez Siostry Służebniczki Najświętszej Marii Panny w Starej Wsi koło Brzozowa

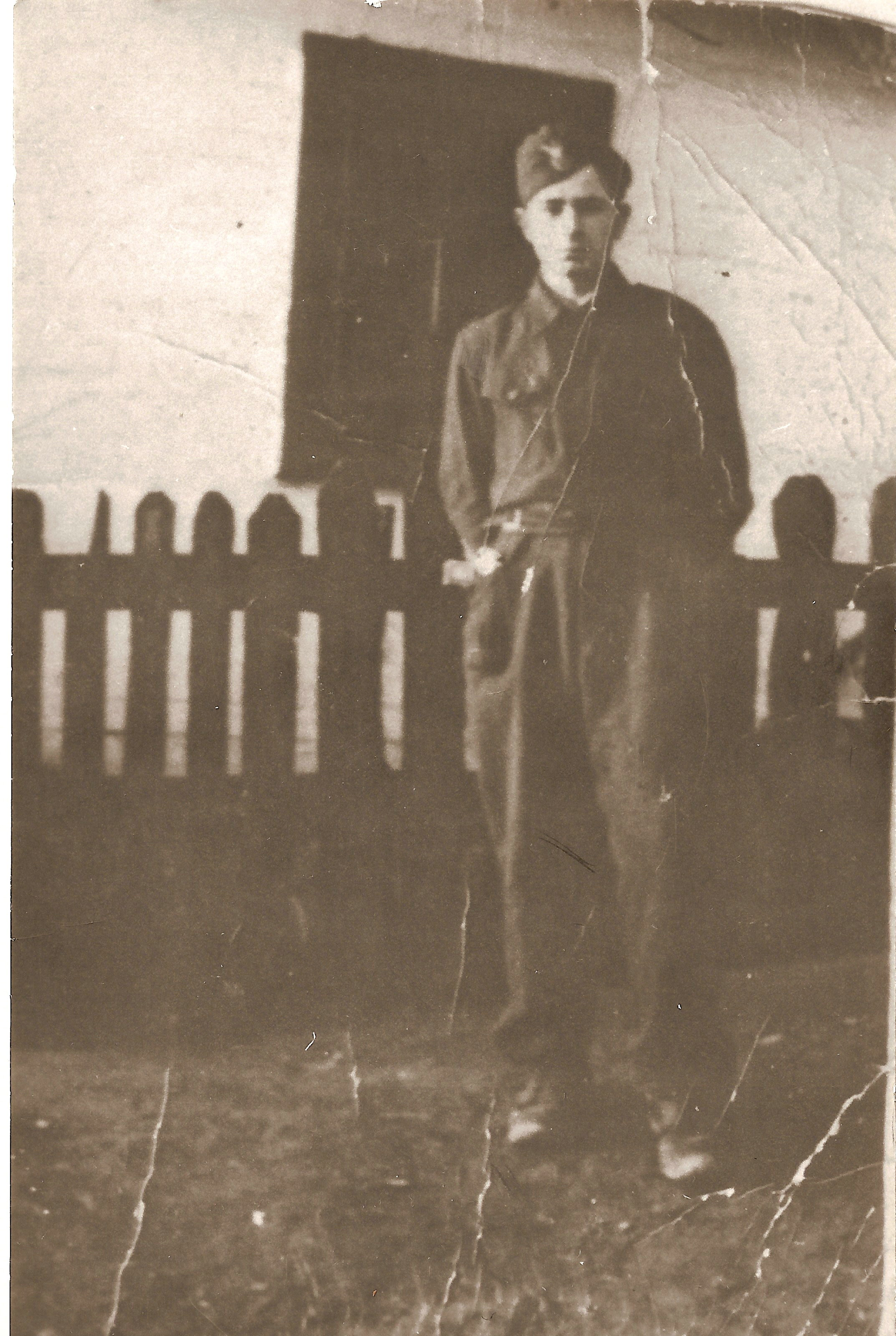
Sztandar przyniósł „Pantera”

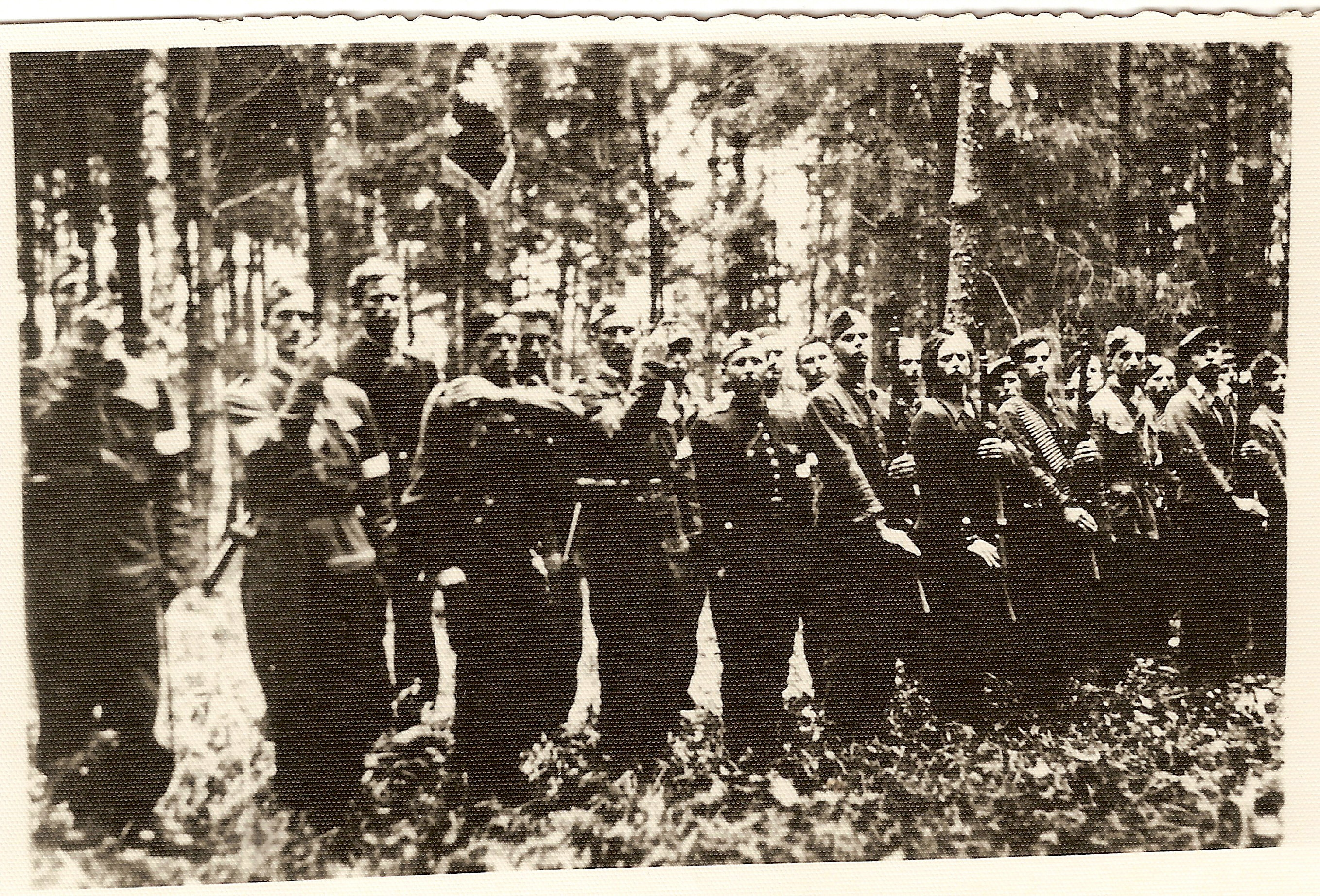
Kompania honorowa

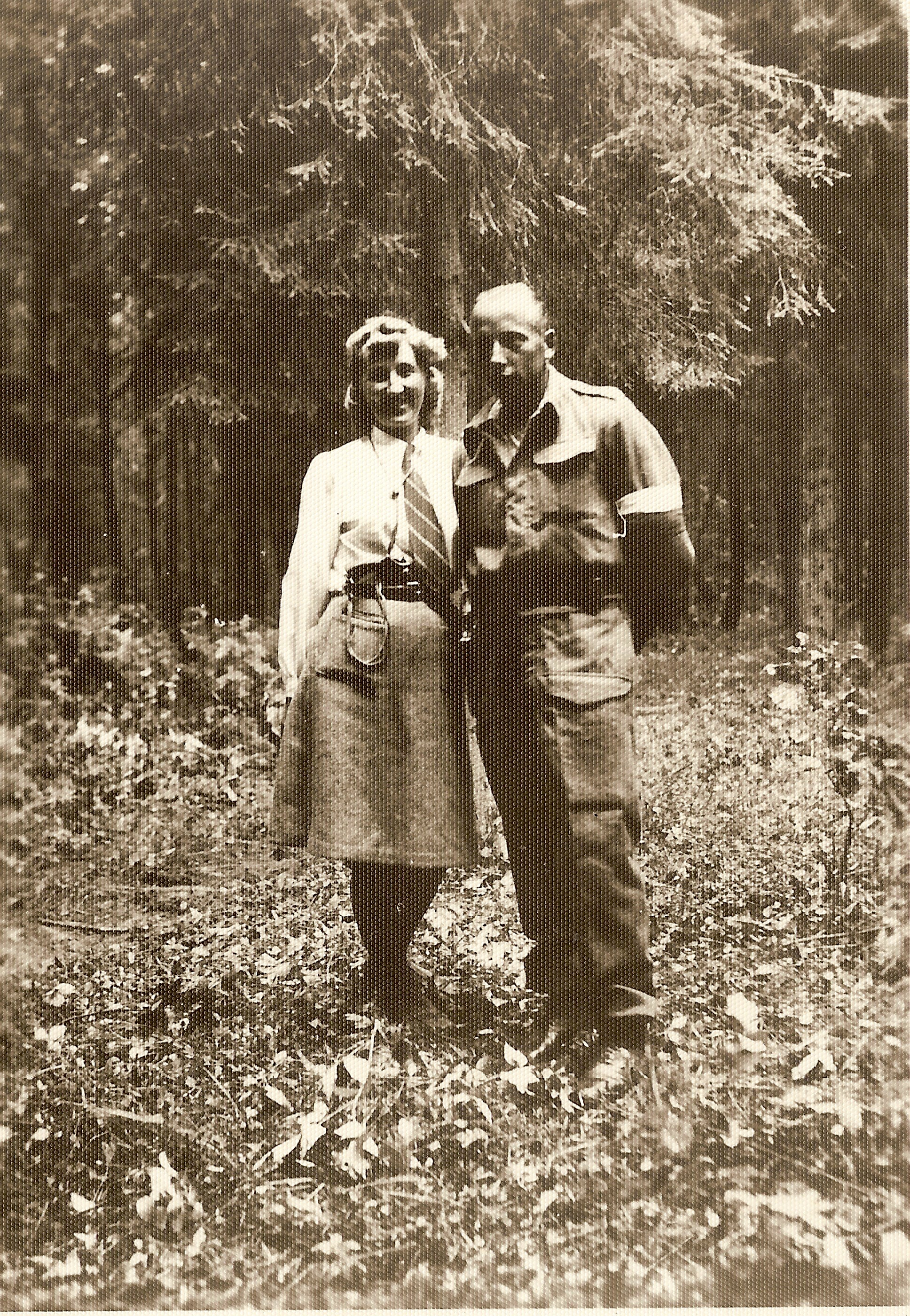
Rodzice chrzestni sztandaru

W czerwcu 1944  szeregowiec Mieczysław Rychlicki ps. „Pantera” wraz z dwoma członkami miejscowej organizacji AK przeniósł sztandar do oddziału stacjonującego w tym czasie w lasach pnikuckich. Tam odbyła się uroczystość jego poświęcenia. Dokonał tego ksiądz Walerian Motyka, ówczesny proboszcz parafii w Pnikucie. Ksiądz zdjął z szyi srebrny medalik, zawiesił go na sztandarze i dokonał aktu poświęcenia. W uroczystości udział wzięli przedstawiciele terenowego dowództwa AK w Mościskach na czele z por. Ludwikiem Kurtyczem ps. „Mazurkiewicz” - komendantem Obwodu „Mościska” i por. Franciszkiem Muszakiem ps. „Katon” - komendantem V Rejonu „Pnikut” oraz licznie zebrana ludność z miejscowości Krukienice, Pnikut i innych.
Przemówienia wygłosili ks. W. Motyka, por. Ludwik Kurtycz i kpt. Zenon Kubski. Rodzicami chrzestnymi sztandaru byli: sanitariuszka  Józefa Proszowska "Bożena" i plut. Jan Welc  „Ogień”.
Poczet sztandarowy wystąpił w składzie:  por. T. Giełżyński ps. „Uzda", plut. M. Nowicki ps. „Zbój” i Jan Orfin ps. „Śliwa”. 
Po uroczystości odbyła się defilada oddziału. Prowadził ją  kpt. Walerian Proszowski ps. „Józef”. Sztandar towarzyszył oddziałowi we wszystkich akcjach.
Po wykonaniu zadań akcji „Burza” oddział w zwartym szyku wraz ze sztandarem udał się do kościoła w Trzcieńcu na Mszę świętą. Odprawił ją  i udzielił żołnierzom ogólnego rozgrzeszenia ks. Zygmunt Dziedziak. Tam oddział ujawnił się wobec Armii Czerwonej.  Wobec niejasnej sytuacji politycznej, dowódca  kompanii kpt. Zenon Kubski polecił  plut. M. Nowickiemu ps. „Zbój”, aby przechowywał i opiekował się sztandarem.

### Powojenne losy sztandaru
Dopiero w latach siedemdziesiątych XX w nastąpiło pewne ożywienie  ruchu kombatanckiego wśród żołnierzy AK. Pierwsze spotkanie byłego OL „Lech" odbyło się 9 maja 1980 we Wrocławiu. Zobowiązano dowódcę i kpr. Bronisława Winczurę do odszukania chorążego i samego sztandaru. Po kilku miesiącach okazało się, że płatu sztandaru bez drzewca  nadal pozostaje w rękach M. Nowickiego. 25 kwietnia 1981 roku zorganizowano w Przemyślu u Stanisława Bobko drugie spotkanie, na które przybyło 19 byłych żołnierzy oddziału w tym chorąży wraz ze sztandarem. Z jego relacji wynikało, że tuż po rozbrojeniu chwilowo zdeponował sztandar w kościele w Rudniku nad Sanem, a po pewnym czasie odebrał i przechowywał u siebie. Obecnie przekazuje go zgromadzonym żołnierzom byłego OL „Lech” - na ręce dowódcy. Dopiero 31 marca 1984 doszło do trzeciego spotkania, które odbyło się w Tarnowie u Bronisława Winczury. Przybyło 23 partyzantów. W sprawie sztandaru podjęto decyzje: odświeżenia płótna, dorobienia drzewca, wykonania i wbicia gwoździ z nazwiskami i pseudonimami żołnierzy oddziału - dowództwa oraz o przekazaniu sztandaru jako votum na Jasną Górę w czasie ogólnokrajowego Zjazdu Kombatantów Armii Krajowej 9 września 1984.

## Marsz oddziału
Żołnierze oddziału śpiewali marsz, będący trawestacją marsza piechoty: Przy piechocie fajno jest...

Przy o-elu fajno jest, fajno jest,
Dziarsko maszeruje się.
Z prawej Niemiec, z lewej Bulba,
Środkiem lasu śmiało wal.
Kto nie służył przy o-elu, temu żal.
"Cwaniak" swoją ma kobyłę,
A "Zbój" swoją pałę ma.
"Józio", ach mój Boże miły,
Żywcem się do sztabu pcha.
A szefunio ze swą wódką
Przed wszystkimi chwali się.
Nam piechurom pozostały
Tylko nogi dwie.
Przy o-elu fajno jest...